# Mawson Station

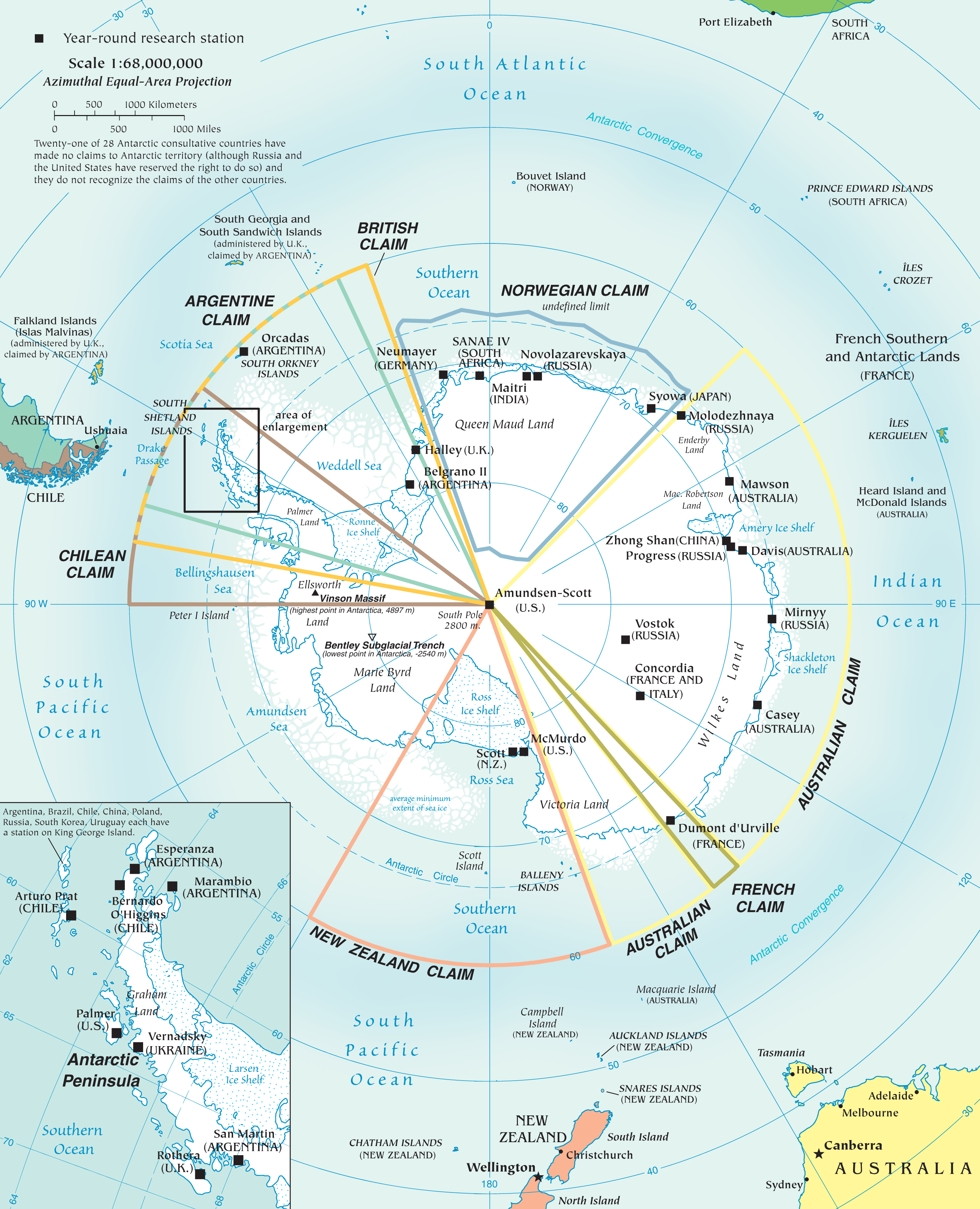
Forskningsstationer och territoriella anspråk från olika länder (2002)

Mawson Station är en av tre permanenta australiska forskningsbaser i Australiska Antarktis. Den ligger i Östantarktis. Australien gör anspråk på området.
Basen är uppkallad efter Sir Douglas Mawson och sköts av Australian Antarctic Division (AAD).
Terrängen runt Mawson Station är kuperad åt sydost, men åt nordost är den platt. Havet är nära Mawson Station åt nordväst.